# Gelsomino nel paese dei bugiardi
Gelsomino nel paese dei bugiardi è un romanzo per ragazzi del 1958 dell'autore italiano Gianni Rodari.

## Trama
Fin da bambino Gelsomino ha avuto una brutta
voce potentissima, che è stata per lui fonte di innumerevoli problemi:  era capace di rompere i vetri delle finestre e le lavagne della scuola, di modificare le traiettorie del pallone durante le partite di calcio, di far cadere anzitempo i frutti dagli alberi. Per sfuggire alla cattiva fama che si è procurato presso i suoi concittadini, Gelsomino ormai giovanotto si trasferisce in un altro paese, dove le cose vanno a rovescio: i generi alimentari si vendono nelle cartolerie, si accetta in pagamento denaro falso e si rifiuta quello buono e nessuno chiama le cose con il loro nome. Qui fa la conoscenza di un gatto parlante con tre zampe, di nome Zoppino, disegnato da una bambina con un gessetto su un muro, dal quale è stato liberato per un potente colpo della voce di Gelsomino. Zoppino gli spiega che Giacomone, il re di quel paese, prima di impadronirsi del trono era stato un pirata, e che per impedire che si parlasse delle sue precedenti imprese furfantesche aveva imposto ai suoi sudditi che nessuno dicesse più la verità, sotto pena di finire in prigione o in manicomio.
Gelsomino entra in una cantina che ha trovato aperta per riposarsi. Zoppino, nel frattempo, prima ruba un avanzo di pesce alla vecchia gattara Zia Pannocchia, poi s'introduce alla reggia, dove scopre che i fluenti e ammirati capelli arancione di re Giacomone non sono altro che una parrucca, e che il sovrano è calvo. Non resiste alla tentazione di scrivere questa verità su un muro, dopodiché viene catturato da Zia Pannocchia che lo porta a casa, cucendolo ad una poltrona per punirlo del suo furto. Viene però liberato da Romoletta, la nipote della gattara che l'aveva disegnato, che lo conduce dal pittore Bananito per rifinirlo meglio ed evitare che il gesso di cui Zoppino è fatto si consumi. Bananito, che in ossequio alla legge della menzogna ha dipinto persone e oggetti dall'aspetto assurdo, in preda ad una crisi vorrebbe distruggere le sue opere, ma è fermato dall'improvvisa comparsa di Gelsomino, che cerca un posto dove nascondersi. Egli infatti era stato scoperto dal maestro Domisol, direttore del teatro cittadino, che notando la potenza della sua voce aveva pensato di farne una stella del bel canto, ma alla sua prima esibizione aveva demolito completamente il teatro.
Zoppino consiglia a Bananito di limitarsi a togliere dai quadri i particolari ridondanti, anziché distruggerli, e si verifica un altro prodigio: le immagini così corrette si staccano dalle tele e diventano vere. Bananito per riconoscenza dipinge un'altra zampa a Zoppino. Zia Pannocchia e Romoletta sono arrestate e condotte in manicomio per aver insegnato ai gatti a miagolare ed anche Gelsomino è ricercato per aver distrutto il teatro. Egli fugge per i tetti assieme a Zoppino ma scivola e cade sul balcone di Benvenuto-Mai seduto, un cenciaiuolo dall'aspetto di un vecchietto di settantacinque anni ma che in realtà ne ha solo dieci perché invecchia ogni volta che si siede. Questi dà ricetto a Gelsomino finché non è guarito.
Intanto Bananito ha ripreso il suo lavoro mettendosi a ricreare la realtà per strada. Viene prima imprigionato per aver dipinto delle immagini veritiere, ma poi è invitato a corte, dove re Giacomone spera che gli possa dipingere in testa dei capelli veri per poter rinunciare alla parrucca, e nominato ministro; tuttavia si rifiuta di dipingere dei cannoni e viene rinchiuso in manicomio, da dove Zoppino lo fa evadere con la complicità di Benvenuto, che per intrattenere una guardia si siede fino a morire di vecchiaia.
Per liberare Zia Pannocchia e Romoletta, Gelsomino si mette a cantare di fronte al manicomio, provocandone la distruzione; la devastazione coinvolge anche il palazzo reale, dal quale fuggono la corte e lo stesso Giacomone in incognito, che si libera delle sue parrucche gettandole in un fiume. La popolazione, presso la quale il senso della verità non era ancora del tutto spento, è liberata dal regime delle bugie. 
Gelsomino riprende a studiare per diventare un vero cantante lirico, Zia Pannocchia diventa la direttrice di un istituto per gatti abbandonati e Romoletta studia da maestra. La guerra che Giacomone aveva dichiarato ad uno stato confinante, contando sui cannoni che Bananito gli avrebbe dipinto, su suggerimento di Gelsomino viene convertita in una partita di calcio.

## Edizioni
- Gianni Rodari, Gelsomino nel paese dei bugiardi, illustrazioni di Raoul Verdini, Roma, Editori Riuniti, 1958.
- Gianni Rodari, Gelsomino nel paese dei bugiardi, collana Universale letteratura per ragazzi, illustrazioni di Raul Verdini, Roma, Editori Riuniti, 1984, ISBN 88-359-0085-9.
- Gianni Rodari, Gelsomino nel paese dei bugiardi, illustrazioni di Raul Verdini, Roma, Editori Riuniti, 1987, ISBN 88-359-3090-1.
- Gianni Rodari, Le avventure di Cipollino; Gelsomino nel paese dei bugiardi; La freccia azzurra, collana La mia prima biblioteca. Il sogno, illustrazioni di Alessandra Scandella, n. 4, Roma, Editori Riuniti, 1996.
- Gianni Rodari, Gelsomino nel paese dei bugiardi, collana Matite italiane, illustrazioni di Alberto Ruggieri, Roma, Editori Riuniti, 2000, ISBN 88-359-4973-4.
- Gianni Rodari, Gelsomino nel paese dei bugiardi, illustrazioni di Valeria Petrone, San Dorligo della Valle, Einaudi Ragazzi, 2009, ISBN 978-88-7926-785-4.
- Gianni Rodari, Gelsomino nel paese dei bugiardi, collana La biblioteca di Gianni Rodari, illustrazioni di Valeria Petrone, San Dorligo della Valle, Einaudi Ragazzi, 2010, ISBN 978-88-7926-826-4.
- Gianni Rodari, Gelsomino nel paese dei bugiardi, collana La biblioteca della fantasia, illustrazioni di Valeria Petrone, n. 11, Milano, Il Sole 24 Ore, 2012.
- Gianni Rodari, Gelsomino nel paese dei bugiardi, collana Gianni Rodari, illustrazioni di Valeria Petrone, n. 12, Milano, RCS, 2015.